# 李鹤林
李鹤林（1937年7月5日—），男，湖北人，生于陕西南郑，中国机械工程材料和石油管工程专家，中国工程院院士。

## 生平
1961年，毕业于西安交通大学。1997年，当选中国工程院院士。